# Vendôme
Vendôme è un comune francese di 17 724 abitanti situato nel dipartimento del Loir-et-Cher nella regione del Centro-Valle della Loira.

## Monumenti e luoghi di interesse
- Abbazia della Trinità di Vendôme
- Porta Saint-Georges

## Geografia e trasporti
Vendôme, situata sul fiume Loir, è attraversata da una linea SNCF. Grazie al TGV, che ferma nell'apposita stazione di Stazione TGV Vendôme - Villiers-sur-Loir TGV, si trova a solo 42 minuti da Parigi.

## Cultura

### Letteratura
A Vendôme è ambientato La casa del mistero, un racconto di Honoré de Balzac.

## Società

### Evoluzione demografica
Abitanti censiti

## Amministrazione

### Gemellaggi
- Gevelsberg, dal 1973[senza fonte]